# Stamford Bridge
Stamford Bridge je nogometni stadion, ki stoji na meji med Fulhamom in Chelseajem v londonski četrti Hammersmith and Fulham. Stadion je dom nogometnega kluba Chelsea F.C.. Navijači so mu nadeli vzdevek The Bridge. Ima kapaciteto sedišč 42.055, kar ga uvršča na sedmo mesto po velikosti v Premier League. 

## Podrobnosti

### Rekordi
Rekordni obisk: 82.905 na tekmi proti Arsenalu 12. oktobra 1935 (kar se tiče domačih tekem Chelsea. Na drugih dogodkih je bilo na Stamford Bridgeu preko 100.000 gledalcev).
Najnižji obisk: 3.000 na tekmi Chelsea proti Lincoln City F.C. leta 1906

### Povprečen obisk
- Premier League
  - 2002-03: 39.784
  - 2003-04: 41.234
  - 2004-05: 41.870
  - 2005-06: 41.902
  - 2006-07: 41.909

## Mednarodne tekme
- 11. december 1909 - Angleška amaterska nogometna reprezentanca 9-1 Nizozemska
- 5. april 1913 - Anglija 1-0 Škotska
- 20. november 1929 - Anglija 6-0 Wales
- 7. december 1932 - Anglija 4-3 Avstrija
- 11. maj 1946 - Anglija 4-1 Švica (Victory International)
  - 20. marec 1987 - Anglija 5-0 Brazilija